# Au (Szwajcaria)
Au – miejscowość i gmina we wschodniej Szwajcarii, w kantonie St. Gallen, w okręgu Rheintal.

## Demografia
W Au mieszkają 8 044 osoby. W 2021 roku 35,9% populacji gminy stanowiły osoby urodzone poza Szwajcarią. 

## Transport
Przez teren gminy przebiegają autostrada A13 oraz drogi główne nr 13, nr 435 i nr 445. 